# بروس فيلانش
بروس فيلانش (بالإنجليزية: Bruce Vilanch)‏ (و. 1948  م) هو كاتب، وممثل مسرحي، وممثل أفلام، وكاتب سيناريو أمريكي، ولد في نيويورك.

## جوائز
حصل على جوائز منها:

جائزة إيمي

## وصلات خارجية
- بروس فيلانش على موقع IMDb (الإنجليزية)
- بروس فيلانش على موقع ألو سيني (الفرنسية)
- بروس فيلانش على موقع أول موفي (الإنجليزية)
- بروس فيلانش على موقع قاعدة بيانات برودواي على الإنترنت (الإنجليزية)
- بروس فيلانش على موقع قاعدة بيانات الأفلام السويدية (السويدية)
- بروس فيلانش على موقع إن إن دي بي (الإنجليزية)
- بروس فيلانش على موقع قاعدة بيانات الفيلم (الإنجليزية)
- بروس فيلانش على موقع كينوبويسك (الروسية)